# Peloscolex ferox
Peloscolex ferox är en ringmaskart som först beskrevs av Eisen 1879.  I den svenska databasen Dyntaxa används istället namnet Spirosperma ferox. Enligt Catalogue of Life ingår Peloscolex ferox i släktet Peloscolex och familjen glattmaskar, men enligt Dyntaxa är tillhörigheten istället släktet Spirosperma och familjen glattmaskar. Arten är reproducerande i Sverige. Inga underarter finns listade i Catalogue of Life.